# Mycalesis felderi
Mycalesis felderi är en fjärilsart som beskrevs av Butler 1868. Mycalesis felderi ingår i släktet Mycalesis och familjen praktfjärilar. Inga underarter finns listade i Catalogue of Life.